# Artur Rössner
Artur Rössner (ur. 4 kwietnia 1888 w Wiedniu, zm. 4 marca 1928 we Lwowie) – podpułkownik taborów Wojska Polskiego.

## Życiorys
W latach 1912–1913 wziął udział w mobilizacji sił zbrojnych Monarchii Austro-Węgierskiej, wprowadzonej w związku z wojną na Bałkanach. W czasie I wojny światowej walczył w szeregach c. i k. armii. Na stopień rotmistrza został mianowany ze starszeństwem z 1 listopada 1917 roku w korpusie oficerów taborowych. W 1918 roku jego oddziałem macierzystym był batalion taborów Nr 11.
W czasie wojny z bolszewikami kierował pracami Referatu Taborów w dowództwie Frontu Północno-Wschodniego. 30 lipca 1920 roku został zatwierdzony z dniem 1 kwietnia 1920 roku w stopniu majora, w Wojskach Taborowych, w grupie oficerów byłej armii austro-węgierskiej. 23 października 1920 roku został mianowany szefem Sekcji Taborów i Koni Oddziału IV Etapowego Naczelnego Dowództwa WP oraz służył w dowództwie 4 Armii na stanowisku kierownika Referatu Taborowego. Od 1921 roku pełnił służbę na stanowisku komendanta kadry szwadronu zapasowego 6 dywizjonu taborów we Lwowie. 16 sierpnia 1923 roku został zatwierdzony na stanowisku dowódcy 6 dywizjonu taborów. 3 maja 1922 roku został zweryfikowany w stopniu podpułkownika ze starszeństwem z dniem 1 czerwca 1919 roku i 4. lokatą w korpusie oficerów taborowych. 1 października 1925 roku został przeniesiony do kadry oficerów taborów na stanowisko szefa Taborów Okręgu Korpusu Nr VI we Lwowie. W listopadzie 1927 roku został wyznaczony na stanowisko kierownika referatu taborowego w 6 Okręgowym Szefostwie Artylerii i Uzbrojenia we Lwowie. W następnym miesiącu został przydzielony na stanowisko rejonowego inspektora koni w Jarocinie. Zmarł 4 marca 1928 roku we Lwowie.

## Ordery i odznaczenia
- Złoty Krzyż Zasługi
- Srebrny Medal Zasługi Wojskowej na wstążce Krzyża Zasługi Wojskowej dwukrotnie[12]
- Brązowy Medal Zasługi Wojskowej na wstążce Krzyża Zasługi Wojskowej[12]
- Krzyż Jubileuszowy Wojskowy[12]
- Krzyż Pamiątkowy Mobilizacji 1912–1913[12]